# 原美術館
原美術館（はらびじゅつかん、英語: Hara Museum of Contemporary Art）は、東京都品川区北品川にあった、現代美術を中心とした私立美術館である。設立者は原俊夫で運営は公益財団法人アルカンシエール美術財団。2021年1月に閉館したが、姉妹館の原美術館ARC（旧名：ハラ ミュージアム アーク）が群馬県渋川市で運営されている。

## 概要

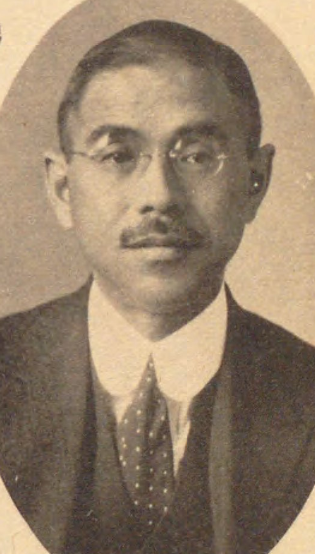
原邦造

JR品川駅から車で5分ほどの高級住宅街にあった原美術館は、東京ガス会長・日本航空会長・帝都高速度交通営団（営団地下鉄）総裁などを歴任した実業家である原邦造の邸宅であった。原邦造の養父の原六郎も実業家・美術品収集家として知られている。
この邸宅は原邦造の私邸として渡辺仁が設計し、昭和13年（1938年）に竣工したものである。渡辺は上野の東京国立博物館本館や銀座の和光本館（旧・服部時計店）の設計で知られる、当時の代表的な建築家である。
終戦後はGHQによる接収などを経て廃墟同然の状態にあったが、原邦造の孫にあたる原俊夫によって、財団法人（現・公益財団法人）アルカンシエール美術財団を母体として昭和54年（1979年）に原美術館が開館した。現代美術の最新の動きを紹介する意欲的な展覧会を随時行っており、「ハラ・アニュアル」展の開催などによって、有望な新人の紹介にも努めていた。
館内各所に、ジャン＝ピエール・レイノー（fr:Jean-Pierre Raynaud）、森村泰昌、宮島達男などのインスタレーション作品がみられたが、戦前の個人邸宅の雰囲気を残した建物と現代美術とが不思議に調和していた。庭にも多田美波、関根伸夫などの作品が設置されていた。
群馬県渋川市に関連会社が運営する伊香保グリーン牧場内に別館の原美術館ARCがある。設計は磯崎新。
アルカンシエール美術財団は、現代美術とは別に、原六郎コレクションの古美術も所有している。国宝の「青磁下蕪花生（）」（南宋時代）を含む原六郎コレクションは原美術館ARCに保管されている。
2003年には「原邸」として、DOCOMOMO JAPAN選定 日本におけるモダン・ムーブメントの建築に選ばれた。

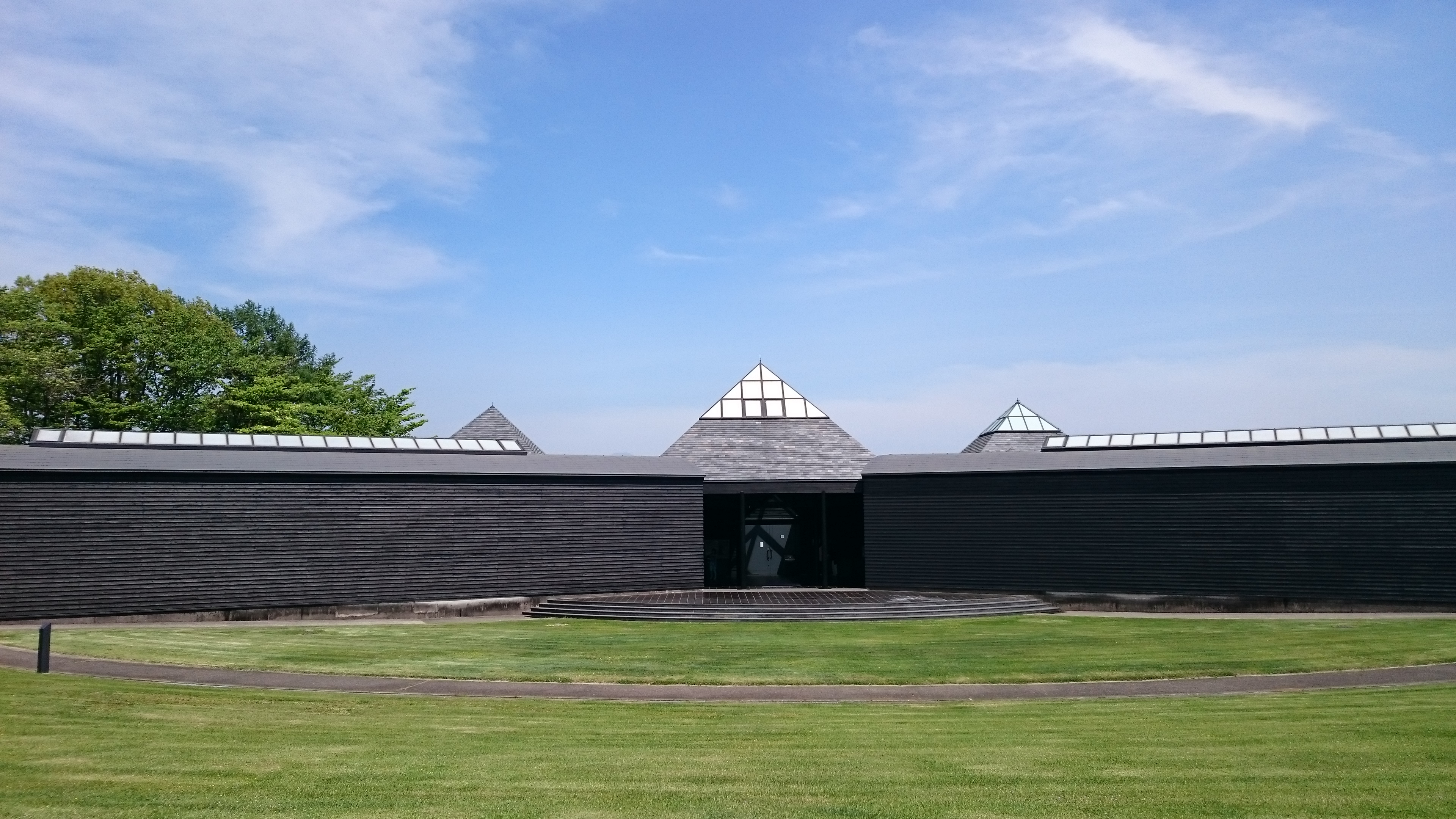
ハラ ミュージアム アーク(群馬県渋川市)

## 閉館
原美術館は2021年1月をもって閉館の予定であることが、2018年11月に発表された。閉館の理由としては、もと個人の邸宅であった美術館の建物が老朽化し、バリアフリー化が困難なことなどが挙げられている。東京の原美術館の閉館後は、群馬県渋川市伊香保にある姉妹館のハラミュージアムアークを「原美術館ARC」と改称し、そちらに活動拠点を集約することとされている。2021年1月11日に閉館した。

## 主な収蔵品

### 原美術館
（常設展示されていたインスタレーション作品・野外展示作品）
- ジャン＝ピエール・レイノー『ゼロの空間』（1981年）
- 宮島達男『時の連鎖』（1989-1994年）
- 森村泰昌『輪舞』（1994年）
- 関根伸夫『空相』（1980年）
- 多田美波『明暗』（1980年）
- 須田悦弘『此レハ飲水ニ非ズ』（2001年）
- 奈良美智『My Drawing Room』（2004年）

### ハラ ミュージアム アーク
- アンディ・ウォーホル　『キャンベルのスープ缶』の立体作品